# Gustave de Terwangne

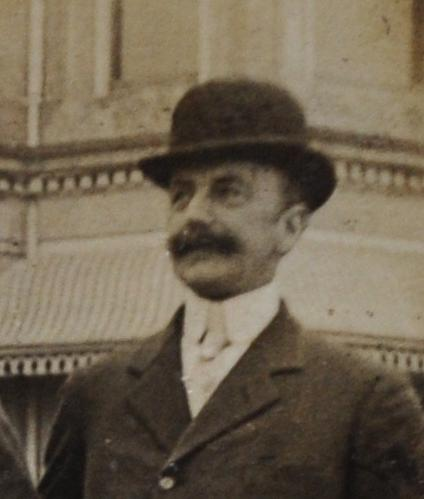
Gustave de Terwangne

Firmin Eugène Gustave de Terwangne (Luik, 4 maart 1863 - Hoei, 11 september 1938) was een Belgisch volksvertegenwoordiger.

## Levensloop
Gustave was een zoon van luitenant-generaal Adolphe Terwangne (1812-1894) en van Flore Bauthier (1834-sterfdatum onbekend). Op 31 mei 1894 huwde hij te Hoei met de rijke Clémentine Delloye (1870-1945), dochter en erfgename van de industrieel Paul Delloye (1835-1883). Ze kregen twee kinderen, Jeanne (1895-1997) en Raymond (1896-1978). In 1910 verkreeg hij dat zijn familie opnieuw de voor de naam mocht plaatsen. Zijn kinderen zorgden voor een talrijk nageslacht.
Gustave Terwangne promoveerde tot doctor in de rechten. Hij was advocaat en rentenier en was daarnaast ook bestuurder van de Société d'habitations ouvrières 'Le credit ouvrier' en erevoorzitter van de Société de secours mutuels 'l'union fraternelle'.

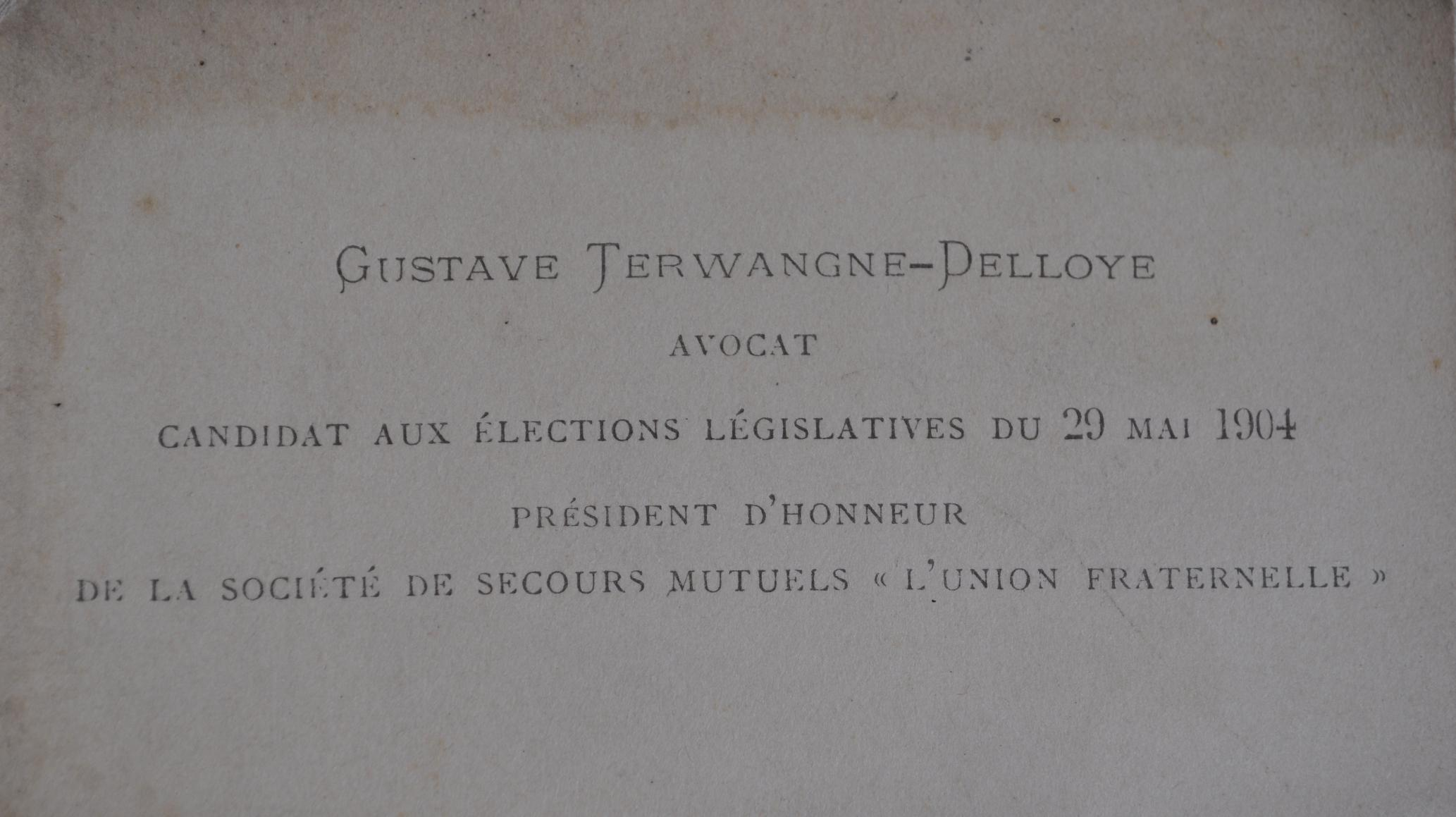
Visitekaartje van Gustave de Terwangne, gebruikt tijdens zijn verkiezingscampagne in 1904.

Op 29 mei 1904 werd hij verkozen tot katholiek volksvertegenwoordiger voor het arrondissement Hoei-Borgworm. In 1908 raakte hij niet herverkozen.

## Eigen publicaties
- Gustave Terwangne, Comment l'ouvrier deviendra propriétraire de sa maison. Etude pratique de la loi du 9 août 1889 sur les sociétés d'habitations ouvrières, Hoei: A. Colin-Houbeau, 1896 (15 pp.). Heruitgave 1900.
- Gustave Terwangne-Delloye, Les pensions de vieillesse par l'affiliation à la caisse de retraite de l'Etat. Renseignement relatifs à la Caisse de retraite et étude pratique de la loi concernant les pensions de vieillesse du 10 mai 1900, à l'usage des ouvriers, Hoei: A. Colin-Houbeau, 1900 (20 pp.)
- Quelques considérations au sujet de la loi scolaire de 1911, Hoei, 1911.